# Липовая Роща (платформа)
Липовая Роща (укр. Липовий Гай) — железнодорожная платформа Южной железной дороги, находящаяся в Новобаварском (бывшем Октябрьском) районе Харькова, в районе одноэтажной застройки Липовая Роща и являющаяся важным пересадочным узлом (маршрутные такси № 237, в зоне пешеходной доступности — также № 110, 220, 232). Рядом находятся заводы АЗГО, ОКБА и НИОХим. Поезда дальнего следования, а также некоторые пригородные по платформе Липовая Роща не останавливаются.

## Путевое развитие
Чётный и нечётный пути перегона Харьков Пассажирский-Покотиловка.

## Сооружения
Здание вокзала с кассой, косметический ремонт проведён в 2005 г., а также уборная.
Касса не работает с 2012 года. С 27 мая 2012 года так же отсутствует расписание.

## Поезда
Участок Харьков-Мерефа обслуживается электропоездами ЭР2, ЭР2Р, ЭР2Т депо Харьков (Мерефянско-Лозовское направление) и депо Люботин (Мерефянксо-Красноградское и Змиевское направления). В чётном направлении поезда идут до станции Харьков-Пассажирский, в нечётном — до станций Мерефа, Змиёв, Борки, Лихачёво, Беляевка, Лозовая, Гавриловка, Языково, Гусаровка, Власовка, Красноград.